# Sobrália
Sobrália är en kommun i Brasilien.   Den ligger i delstaten Minas Gerais, i den sydöstra delen av landet, 700 km sydost om huvudstaden Brasília. Antalet invånare är 5 828.
Omgivningarna runt Sobrália är huvudsakligen savann. Runt Sobrália är det ganska glesbefolkat, med 34 invånare per kvadratkilometer.